# Richard Georg Plaschka
Richard Georg Plaschka (* 8. Juli 1925 auf Burg Vöttau, Tschechoslowakei; † 27. Oktober 2001 in Wien) war ein österreichischer Historiker.

## Leben
Richard Georg Plaschka war von 1958 bis 1988 Leiter der „Arbeitsgemeinschaft Ost“, dem späteren Österreichischen Ost- und Südosteuropainstitut. Mit der Arbeit Cattaro – Prag. Revolte und Revolution wurde Plaschla 1962 habilitiert. Von 1967 bis 1988 war er Universitätsprofessor für Osteuropäische Geschichte an der Universität Wien, 1981/82 war er Rektor der Universität Wien.
Als gebürtiger Sudetendeutscher trat er als Student der K.Ö.H.V. Nordgau Wien bei und war später auch Mitglied in der K.a.V. Saxo-Bavaria Prag in Wien im ÖCV der Cartellverbindung der Heimatvertriebenen aus Böhmen und Mähren in Österreich, bei deren Wiederbegründung 1951 in Wien er maßgeblich beteiligt war sowie in der KaV Norica Wien.
Plaschka war wirkliches Mitglied der Österreichischen Akademie der Wissenschaften und einer der führenden Vertreter der österreichischen Habsburgforschung und bemühte sich zeit seines Lebens um Verbindungen zu seinen fachlichen Partnern in Mittel- und Osteuropa.
Richard Plaschka wurde am 9. November 2001 in Bernhardsthal feierlich zu Grabe getragen, wo er im Familiengrab an der Seite seiner früh verstorbenen Frau Maria Theresia ruht.

## Auszeichnungen
- 1963 Kardinal-Innitzer-Preis
- 1979 Anton-Gindely-Preis für Geschichte der Donaumonarchie vom Institut für den Donauraum und Mitteleuropa[3]
- 1989 Wissenschaftspreis des Landes Niederösterreich
- 1989 Wilhelm-Hartel-Preis
- 1998 Komtur mit Stern des Päpstlichen Ritterordens des heiligen Gregors des Großen[4]

## Publikationen (Auswahl)
- Cattaro – Prag. Revolte und Revolution. Kriegsmarine und Heer Österreich-Ungarns im Feuer der Aufstandsbewegungen vom 1. Februar und 28. Oktober 1918 (= Veröffentlichungen der Arbeitsgemeinschaft Ost. 3, ZDB-ID 2008197-2). Böhlau, Graz u. a. 1963.
- als Herausgeber mit Karlheinz Mack: Die Auflösung des Habsburgerreiches. Zusammenbruch und Neuorientierung im Donauraum (= Schriftenreihe des Österreichischen Ost- und Südosteuropa-Instituts. 3, ZDB-ID 504084-X). Oldenbourg, München 1970.
- mit Horst Haselsteiner und Arnold Suppan: Innere Front. Militärassistenz, Widerstand und Umsturz in der Donaumonarchie 1918 (= Veröffentlichungen des Österreichischen Ost- und Südosteuropa-Institutes. 8–9). 2 Bände (Bd. 1: Zwischen Streik und Meuterei. Bd. 2: Umsturz.). Oldenbourg, München 1974, ISBN 3-486-47911-3 (Bd. 1), ISBN 3-486-47921-0 (Bd. 2).
- Matrosen, Offiziere, Rebellen. Krisenkonfrontationen zur See 1900–1918. Taku, Tsushima, Coronel/Falkland, „Potemkin“, Wilhelmshaven, Cattaro (= Veröffentlichungen des Österreichischen Ost- und Südosteuropa-Institutes. 12–13). 2 Bände (Bd. 1: Faktoren der Expansion. Bd. 2: Keimzellen der Revolution.). Böhlau, Wien u. a. 1984, ISBN 3-205-08098-X (Bd. 1), ISBN 3-205-08097-1 (Bd. 2).
- Nationalismus, Staatsgewalt, Widerstand. Aspekte nationaler und sozialer Entwicklung in Ostmittel- und Südosteuropa. Festgabe zum 60. Geburtstag (= Schriftenreihe des Österreichischen Ost- und Südosteuropa-Instituts. Band 11). Oldenbourg, München 1985, ISBN 3-486-52831-9.
- Avantgarde des Widerstands. Modellfälle militärischer Auflehnung im 19. und 20. Jahrhundert (= Studien zu Politik und Verwaltung. Band 60). 2 Bände. Böhlau, Wien u. a. 2000, ISBN 3-205-98390-4 (Rezension bei sehepunkte.de; PDF; 40 kB).

## Richard-Georg-Plaschka-Preis
Plaschka ist der Namensgeber eines Preises, der von der Österreichischen Akademie der Wissenschaften seit 2004 alle zwei Jahre vergeben wird. Er richtet sich an wissenschaftlich tätige Personen, die außerordentliche Leistungen auf dem Gebiet der ost-, ostmittel- und südosteuropäischen Geschichte erbracht haben und jünger als 40 Jahre sind. Der Preis ist mit € 3.700,– dotiert. Erste Preisträgerin war 2004 Emilia Hrabovec (Universität Wien).